# Miquel Blanch
Miquel Blanch i Roig (Castellbisbal, Barcelona, 30 de octubre de 1889 - Barcelona, 11 de septiembre de 1936) fue un compositor, pianista y director de coros español.
En 1911, tras diversas interpretaciones teatrales y zarzuelas, fundó  el Orfeó Pàtria de Molins de Rey, agrupación coral que sobrevivió hasta la década de los 70. 
El año 1921 fue nombrado director del Orfeó Manresà y en 1932 ganó el concurso-opsición como primer director de la escuela municipal de música de Manresa.
Compuso, entre otras obras la Missa in honorem Beatae Mariae Virginis, l'Himne de la senyera (sobre texto del poeta Baldomer Perramon), l'Himne a la Creu y las sardanas Cançó d'amor tardoral, Joiosa, La complanta del jove galant, La mallerenga, Les bruixes airades y Les elfes i el donzellol.
Pese a no haberse distinguido políticamente, el hecho de relacionarse en ambientes católicos motivó, con el estallido de la Guerra Civil su detención en Molins de Rey, en casa de sus suegros, y su asesinato al día siguiente en la zona de Casa Antúnez, en Barcelona.
En su honor, Manresa le dedicó el "Auditorio Mestre Blanch", se convoca el "Premio Mestre Blanch de Música". Tanto Manresa como Molins de Rey y Castellbisbal le han dedicado calles.